# Neoclytus senilis
Neoclytus senilis es una especie de escarabajo longicornio del género Neoclytus, tribu Clytini, subfamilia Cerambycinae. Fue descrita científicamente por Fabricius en 1798.

## Descripción
Mide 4-18 milímetros de longitud.

## Distribución
Se distribuye por Bahamas, Cuba y Estados Unidos.